# Torre d'en Blasco
La masia fortificada Torre d'en Blasco, també coneguda com a Torre d'En Blasco o mas de Partiràs, és un edifici agrícola i residencial fortificat, situat al sud-oest de Vilafranca, a la comarca de l'Alt Maestrat, al que s'arriba partint de Villafranca pel camí de la Barranca. Es tracta d'un altell situat als peus de la Serra Brusca, des d'on es té una bona panoràmica tant del cim de Peñagolosa, situat a l'oest, com d'altres masies fortificades de la zona, tals com la Torre Leandra, o la Torre Fonso.
Està declarada de forma genèrica Bé d'Interès Cultural (sota la protecció de la Declaració genèrica del Decret de 22 d'abril de 1949, i la Llei 16/1985 sobre el Patrimoni Històric Español), presentant anotació ministerial R-I-51-0012145, del 21 de juliol de 2008.

## Història
Disperses pel terme municipal de Vilafranca existeixen una gran quantitat de masies fortificades. Es considera que una de les raons de la seva existència i nombre es deu al fet que la zona de Vilafranca no comptava amb un castell que permetés als agricultors disseminats per la zona, refugiar-se en cas de perill. Si tenim en compte que aquesta zona ha estat involucrada en tots els conflictes bèl·lics, des de la reconquesta a la guerra del 36 (Guerra de Successió, Guerra d'Independència, Guerres Carlines, disputes amb la veïna Morella…), pot entendre's la necessitat de crear espais fortificats prop dels nuclis agrícoles on es concentrava cert nombre de població que vivia de les explotacions agràries de l'altiplà en el qual se situaven.
D'aquesta masia es disposa de documentació sobre ella des de 1866, quan es realitza una disposició a favor de Donya Magdalena Grau Gras, que hereta la masia del seu germà En Ramón Grau Gras, veí de Benassal, que havia mort, i que al seu torn l'havia heretada del seu pare En Manuel Grau i de la Viladomar, el 29 de març de 1852. Donya Magdalena, la nova propietària de la masia, va fundar el 7 de novembre de 1916 una fundació amb finalitats docents i culturals, que tenia la seva seu a Benassal. En morir, la masia és llegada en proindiviso a diversos hereus de confiança. D'aquesta manera, i després de diverses vendes va acabar en mans dels seus actuals propietaris. Al llarg del temps, la masia ha sofert també els efectes de la climatologia, destacant la caiguda d'un raig que va destruir la planta superior de la torre.

## Descripció
Arquitectònicament, la torre segueix la tipologia comuna a la zona: presenta planta rectangular, amb murs de fàbrica de paderat, reforçats en les cantonades de sillarejo; sostre a una aigua acabat en teula àrab.
Els característics merlets que remataven les torres defensives d'aquestes masies no s'han conservat en aquest cas, a causa de l'efecte destructiu d'un raig. De la torre queda tan sols una resta que sobresurt de la coberta de la masia.
La resta de la construcció que compon la masia envolta a la torre. Presenta planta rectangular amb planta baixa i una planta alta. La sostrada és a dues aigües, que, igual que la torre es remata amb teula àrab. A la façana principal s'obre la porta d'accés (que està desplaçada a l'esquerra i sobre ella se situa una petita finestra), així com tres petites finestres en la planta superior. La porta és en forma d'arc de mig punt amb dovelles de carreus Existeixen al voltant d'ella corrals destinats a l'explotació ramadera i fins i tot un d'ells s'adossa a la façana principal.